# Comuna Liutenka, Hadeaci
Liutenka (în ucraineană Лютенька) este o comună în raionul Hadeaci, regiunea Poltava, Ucraina, formată din satele Iuriivka și Liutenka (reședința).

## Demografie
Componența lingvistică a comunei Liutenka
     Ucraineană (98,02%)
     Rusă (1,79%)
     Alte limbi (0,1%)
Conform recensământului din 2001, majoritatea populației comunei Liutenka era vorbitoare de ucraineană (98,02%), existând în minoritate și vorbitori de rusă (1,79%).